# Fußballverband Rheinland
Der Fußballverband Rheinland (kurz FVR) ist einer der 21 Landesverbände des Deutschen Fußball-Bundes. Sitz des Verbandes ist die Stadt Koblenz. Das Gebiet des FVR deckt das nördliche Rheinland-Pfalz ab. Es erstreckt sich von der Grenze zu Nordrhein-Westfalen einschließlich der Eifel bis zur Grenze des Saarlandes. Im Verbandsgebiet eingeschlossen sind der Westerwald sowie die linksrheinischen Gebiete bis zum Soon-Idar-Wald.
Zusammen mit den Landesverbänden Saarland und Südwest bildet der FVR den Fußball-Regional-Verband Südwest.
Der FVR hat 1.008 Vereine mit insgesamt 176.685 Mitgliedern. 3.580 Mannschaften nehmen am Spielbetrieb teil.

## Gliederung
Der Verband unterteilt sich in drei Bezirke und neun Kreise:
- Bezirk Ost
  - Kreis Westerwald/Sieg
  - Kreis Westerwald/Wied
  - Kreis Rhein/Lahn

- Bezirk Mitte
  - Kreis Koblenz
  - Kreis Rhein/Ahr
  - Kreis Hunsrück/Mosel

- Bezirk West
  - Kreis Trier/Saarburg
  - Kreis Eifel
  - Kreis Mosel

## Spielklasseneinteilungen Herren
Höchste Spielklasse ist die Rheinlandliga mit 18 Mannschaften. Der Meister steigt in die Oberliga Rheinland-Pfalz/Saar (bis zur Saison 2011/12: Oberliga Südwest) auf, in der Regel gibt es drei Absteiger.
Zweithöchste Spielklasse ist die Bezirksliga, die gemäß den Bezirken in drei Staffeln à 16 Mannschaften ausgetragen wird. Die jeweiligen Meister steigen in die Rheinlandliga auf. Auch hier gibt es im Regelfall drei Absteiger pro Staffel.
Darunter erfolgt der Ligabetrieb in den einzelnen Kreisen. Als oberste Spielklassen innerhalb der Kreise gibt es die Kreisligen A mit 14 Mannschaften, darunter die Kreisligen B und C sowie in allen Kreisen außer Hunsrück/Mosel und Mosel Kreisligen D. Hierbei variiert die Anzahl der Staffeln und Mannschaften pro Staffel der Kreisligen B bis D von Kreis zu Kreis.

### Vereine in höheren Ligen
Herren Saison 2025/26
| Stufe | Bezeichnung                   | Anzahl | Vereine                                                                                                  |
| ----- | ----------------------------- | ------ | --- |
| 1     | 1. Bundesliga                 | 0      | |
| 2     | 2. Bundesliga                 | 0      | |
| 3     | 3. Liga                       | 0      | |
| 4     | Regionalliga Südwest          | 1      | Eintracht Trier                                                                                          |
| 5     | Oberliga Rheinland-Pfalz/Saar | 6      | TuS Koblenz, FV Engers 07, FC Karbach, FC Rot-Weiß Koblenz, Eisbachtaler Sportfreunde, FC Cosmos Koblenz |

## Spielklasseneinteilungen Frauen
Höchste Spielklasse ist die Rheinlandliga mit zwölf Mannschaften. Der Meister steigt in die Regionalliga Südwest auf.
Darunter existieren als bis jetzt tiefste niedrigste Spielklasse drei Bezirksliga-Staffeln, die nach geografischen Gegebenheiten in West, Mitte und Ost eingeteilt werden.